# Andrea Temesvári
Andrea Temesvári (ur. 26 kwietnia 1966 w Budapeszcie) – węgierska tenisistka, zwyciężczyni French Open 1986 w grze podwójnej, reprezentantka kraju w Fed Cup, olimpijka z Atlanty (1996).
Jest córką Ottó Temesváriego, koszykarza i olimpijczyka z Rzymu (1960).

## Kariera tenisowa
Zawodową tenisistką była w latach 1981–1997.
W 1983 roku awansowała się do czołowej dwudziestki świata. Po raz pierwszy osiągnęła tę pozycję 18 lutego. W sierpniu, po zwycięstwie w Indianapolis, zajmowała dziesiąte miejsce. Wygrała również w Hamburgu i Perugii. Po znacznym spadku w rankingu, jaki nastąpił w ciągu trzech kolejnych sezonów, wróciła na 25. pozycję w 1986 roku. Wygrała deblowy turniej French Open 1986 w parze z Martiną Navrátilovą.
Jej kariera została jednak ponownie przerwana przez kontuzje ramienia i kostki, co zmusiło Temesvári do przerwy, trwającej dwadzieścia miesięcy. W marcu i sierpniu 1987 przeszła dwie operacje kostki oraz zabieg ramienia w kwietniu 1988.
W latach 1981–1996 reprezentowała barwy Węgier w Fed Cup rozgrywając 47 meczów i odnosząc w nich 27 zwycięstw. W 1996 roku wystąpiła na igrzyskach olimpijskich w Atlancie ponosząc porażkę w pierwszej rundzie gry pojedynczej i drugiej rundzie gry podwójnej. Partnerką Temesvári w deblu była Virág Csurgó.
W rankingu gry pojedynczej Temesvári najwyżej była na 7. miejscu (23 stycznia 1984), a w klasyfikacji gry podwójnej na 13. pozycji (21 grudnia 1986).

### Wygrane turnieje rangi WTA Tour

#### Gra pojedyncza (4)
| Nr | Data            | Turniej      | Nawierzchnia | Finalistka     | Wynik       |
| 1. | 2 maja 1983     | Perugia      | Ceglana      | Bonnie Gadusek | 6:1, 6:0    |
| 2. | 4 lipca 1983    | Hamburg      | Ceglana      | Eva Pfaff      | 6:4, 6:2    |
| 3. | 1 sierpnia 1983 | Indianapolis | Ceglana      | Zina Garrison  | 6:2, 6:2    |
| 4. | 22 lipca 1985   | Indianapolis | Ceglana      | Zina Garrison  | 7:6(0), 6:3 |

#### Gra podwójna (7)
- 1984 Zurych (z Leand)
- 1985 Zurych (z Mandlíkovą)
- 1986 Marco Island, French Open (oba z Navrátilovą)
- 1989 Tampa (z Schultz)
- 1993 Strasburg (z Stafford)
- 1995 Maria Lankowitz (z Fariną Elią)